# ساشا توديتش
ساشا توديتش هو لاعب كرة قدم صربي في مركز حراسة المرمى، ولد في 26 مارس 1974 في زرنجانین في صربيا. لعب مع نادي تافريا سيمفروبول ونادي فويفودينا.

## وصلات خارجية
- ساشا توديتش على موقع اتحاد أوكرانيا (الإنجليزية)
- ساشا توديتش على موقع قاعدة بيانات كرة القدم.إي يو (الإنجليزية)
- ساشا توديتش على موقع Soccerway.com (الإنجليزية)
- ساشا توديتش على موقع عالم كرة القدم.نت (الإنجليزية)